# Svetlana Bolshakova
Pour les articles homonymes, voir Bolshakova.
Svetlana Bolshakova - russe : Светлана Большакова et en français : Svetlana Bolchakova - (née le 14 octobre 1984 à Leningrad, en URSS) est une athlète belge, d'origine russe, spécialisée dans le triple saut.

## Biographie
Épouse du sauteur en hauteur Stijn Stroobants, elle a opté pour la nationalité belge en juillet 2008 et peut représenter la Belgique en compétitions officielles depuis le 13 novembre 2008. Elle a remporté la médaille de bronze des Championnats d'Europe d'athlétisme 2010 à Barcelone à un seul centimètre de la deuxième, l'Italienne Simona La Mantia,.
Elle met un terme à sa carrière le 20 juin 2016 à la suite d'une nouvelle blessure au genou (la quatrième depuis 2011), qui l'empêche de participer aux Jeux olympiques de Rio.

## Palmarès

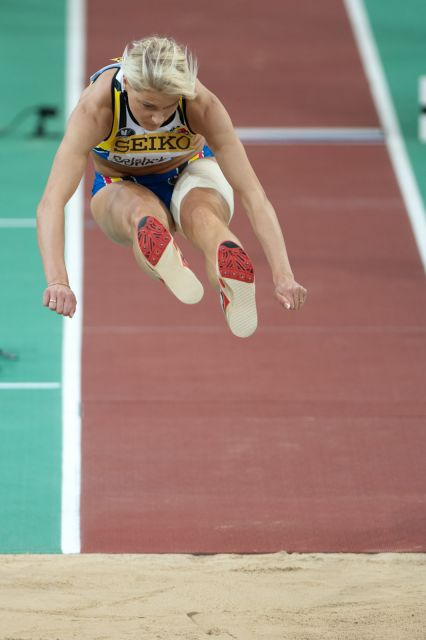
Svetlana Bolshakova aux Championnats du monde en salle de Doha

| Date                     | Compétition                    | Lieu                   | Résultat               | Marque                 |
| Représentant la Russie   | Représentant la Russie         | Représentant la Russie | Représentant la Russie | Représentant la Russie |
| ------------------------ | ------------------------------ | ---------------------- | ---------------------- | ---------------------- |
| 2001                     | Championnats du monde jeunesse | Debrecen               | 2e                     | 13,32 m                |
| 2003                     | Championnats d'Europe juniors  | Tampere                | 3e                     | 13,37 m                |
| 2005                     | Championnats d'Europe espoirs  | Erfurt                 | 2e                     | 14,11 m                |
| Représentant la Belgique |                                |                        |                        |                        |
| 2010                     | Championnats du monde en salle | Doha                   | 7e                     | 14,02 m                |
| 2010                     | Championnats d'Europe          | Barcelone              | 3e                     | 14,55 m                |

## Records
| Épreuves         | Épreuves  | Temps        | Lieu      | Date            |
| ---------------- | --------- | ------------ | --------- | --------------- |
| Saut en longueur | En salle  | 6 m 43       | Gand      | 28 janvier 2007 |
| Saut en longueur | Plein air | 6 m 14       | Bruxelles | 7 mai 2006      |
| Triple saut      | En salle  | 14 m 31 (NR) | Gand      | 13 février 2011 |
| Triple saut      | Plein air | 14 m 55 (NR) | Barcelone | 31 juillet 2010 |